# Aizawl (distrikt)
Aizawl är ett distrikt i Indien.   Det ligger i delstaten Mizoram, i den östra delen av landet, 1 700 km öster om huvudstaden New Delhi. Antalet invånare är 400 309. Arean är 3 577 kvadratkilometer. Aizawl gränsar till Mamit.
Terrängen i Aizawl är bergig österut, men västerut är den kuperad.
Följande samhällen finns i Aizawl:
- Aizawl
- Thenzawl
- Sairang
- Darlawn